# Karibi ollóscsőrű
A karibi ollóscsőrű, kormos sirály vagy kormos ollóscsőrű madár (Rynchops niger) a madarak (Aves) osztályának lilealakúak (Charadriiformes) rendjébe, ezen belül a sirályfélék (Laridae) családjába tartozó faj.
A fajt Carl von Linné svéd természettudós írta le 1758-ban.

## Előfordulása
Észak-, Közép- és Dél-Amerika csendes- és atlanti-óceáni partvidékén. Dél-Amerikában nagyobb folyók mentén a szárazföld belsejében is megtalálható. Vonuló faj.

## Megjelenése, felépítése
Testhossza 41–46 centiméter, a hím testtömege 308–374 gramm, a tojóé 232–295 gramm, szárnyfesztávolsága pedig 107–127 centiméter. Háta és szárnyának felső felülete fekete, hasa és a szárny alsó felülete fehér. A fej teteje fekete, a homloki rész fehér. Hosszú és keskeny szárnya van. Csőre piros, de vége felé megsötétedik. Az alsó csőrkáva nagyobb, mint a felső. Az ollóscsőrűek – a madarak körében egyedülálló módon – függőleges pupillával rendelkeznek, amely világosban vékony réssé húzódik össze, azonban szürkületkor, vadászat közben kitágul, hogy több fény juthasson be rajta.

## Életmódja
Társas madár, amely kolóniákban költ, de táplálékát egyedül keresi. Könnyedén, állandó lapos szárnycsapásokkal, szorosan a vízfelszín felett repül, miközben hosszabb alsó csőrkávájával kimeri zsákmányát a vízből. Ekkor úszóhártyás lábát a testéhez szorítja. Kisebb halakat és rákokat eszik.
|  |

## Szaporodása
A madár, az ivarérettséget 3-4 éves korban éri el. A költési időszak májustól októberig tart. Évente többnyire egyszer költ. A tojó egy csupasz talajmélyedésbe rakja 2-5 piszkosfehér tojását, ezeken sötétbarna foltok találhatók. Mindkét szülő kotlik 22-24 napig. A fiatal madarak 30-35 nap után repülnek ki.
|  |

## Alfajai
Hatalmas elterjedési területén három alfaját különböztetik meg.
- Rynchops niger niger – Észak-Amerika atlanti-óceáni partvidékén, valamint a csendes-óceáni oldalon Kaliforniától délre egészen Ecuadorig költ. Vonuló alfaj, az északi részeken költő madarak télire délebbi területekre vonulnak.
- Rynchops niger cinerascens – Dél-Amerika északi és északkeleti részén valamint az Amazonas-medence területén fészkel.
- Rynchops niger intercedens – Dél-Amerika atlanti-óceáni partvidékén honos, délre egészen Argentína középső részéig megtalálható.

## Rokon fajok
A karibi ollóscsőrűnek csupán két közeli rokona van: az afrikai ollóscsőrű (Rynchops flavirostris) és az indiai ollóscsőrű (Rynchops albicollis).